# Rouwhoningeter
De rouwhoningeter (Sugomel nigrum synoniem: Certhionyx niger) is een honingeter die in 2008 van het geslacht Certhionyx verplaatst is naar het geslacht Sugomel, ook een geslacht van zangvogels uit de familie honingeters (Meliphagidae).

## Kenmerken
De vogel is 10 tot 13 cm lang en weegt 8,5 tot 12 gram. Het mannetje is opvallend bont gekleurd, met een overwegend zwarte kop, nek en bovendelen en van onder helemaal wit. Het zwart van de kop loopt over de borst uit in een V-vormige bef. Het vrouwtje is iets kleiner en ziet er totaal anders uit. Zij is van boven donkergrijs en van onder wit en met een vage vuilwitte vlek op de kop boven en achter het oog.

## Verspreiding en leefgebied
De vogel komt voor in het droge midden van Australië tot aan de westkust. Het leefgebied bestaat uit scrubland en savanne met daarin bomen en struiken die nectarrijke bloemen hebben.

## Status
De grootte van de populatie is niet gekwantificeerd en is plaatselijk algemeen. De indruk bestaat dat de soort achteruitgaat, maar het verspreidingsgebied is groot, daarom staat de soort als niet bedreigd op de Rode Lijst van de IUCN.